# Карл Јонас Милијус
Карл Јонас Милијус (Франкфурт, 6. септембар 1839 — Франкфурт, 27. април 1883) био је немачки архитекта.

## Биографија
Карл Јонас Милијус је студирао архитектуру на Политехници у Цириху од 1858. до 1861. године. Један од његових учитеља овде је био Готфрид Семпер. Основао је сопствену канцеларију за архитектуру у Франкфурту на Мајни и 1871. удружио снаге са Алфредом Фридрихом Блунчлијем како би основао удружење архитеката. Њихова најзначајнија дела укључују Средишње гробље у Бечу (1871–1874), као и Дом ђаконице и библиотеку Сенкенберг у Франкфурту. Милијус и Блунчли су изградили хотел Франкфуртер Хоф и замак Лангензел у Некаргеминду 1875/1876. Године 1876. победили су на архитектонском конкурсу за изградњу нове Градске куће у Хамбургу; међутим, овај дизајн никада није реализован. Учествовали су и на конкурсима за зграду колеџа за Универзитет Кајзер Вилхелм у Стразбуру, за главну станицу у Франкфурту и за зграду парламента Немачког Рајхстага у Берлину (1872).
Карл Јонас Милијус је умро у 43. години живота и сахрањен је у крипти Централног гробља у Франкфурту.
- Крипта 24 на главном гробљу у Франкфурту
- Рељеф на Крипти број 24